# 枣糕
枣糕是中国北方的一种糕点，由红枣配合小麦粉、砂糖、鸡蛋等原料制成，口感松软，枣香浓郁，在北京以及周边地区常见售卖。

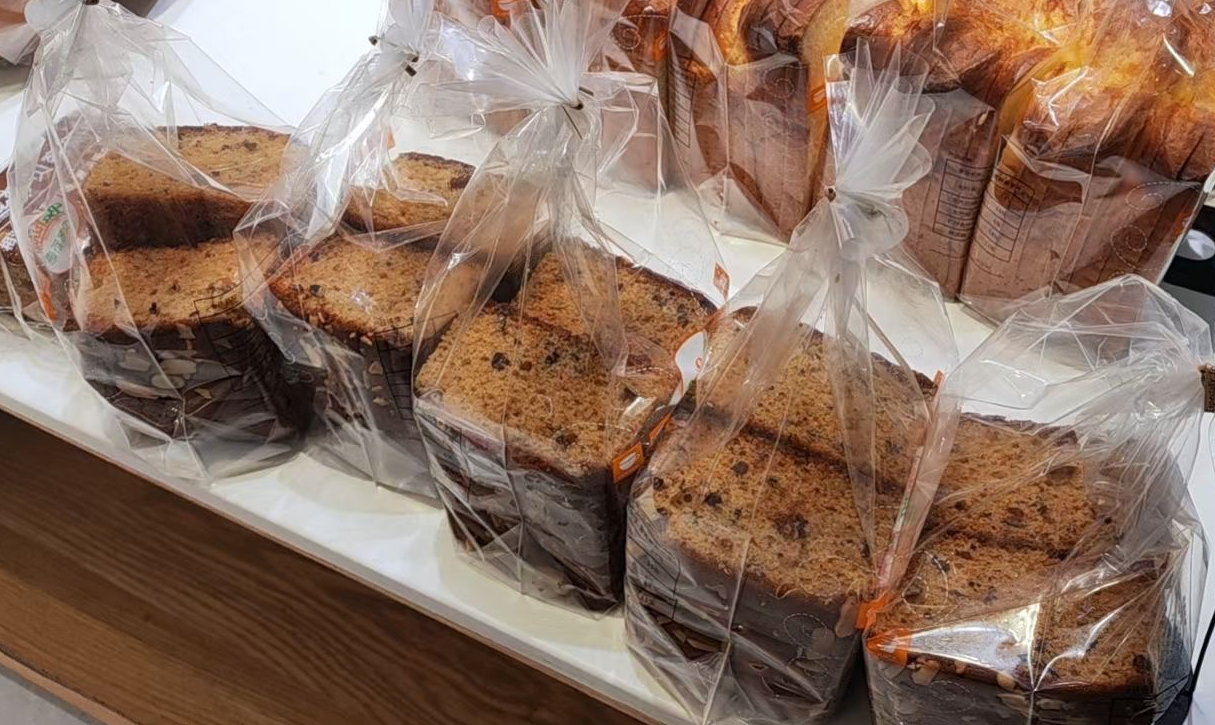